# Sani Lakatani
Sani Elia Lagigietama Lakatani (nascut el 1936) és un antic primer ministre de Niue. Va ser membre del Partit del Poble de Niue.

## Primers anys
Lakatani va servir en l'exèrcit de Nova Zelanda com a caporal. Va ser enviat al Vietnam com a part del desplegament de Whisky2.

## Carrera política

### Inicis
Va ser elegit per primera vegada a l'Assemblea de Niue en les eleccions de 1990 com a candidat del Partit del Poble de Niue (NPAP) de Young Vivian. La nit de les eleccions, el NPAP creia que tenia majoria, però una disputa de lideratge entre Vivian i Lakatani va fer que un grup de diputats liderats per aquests últims canviés de bàndol i donés suport al primer ministre Robert Rex, que va ser elegit per 12 vots a 8. Lakatani va ser nomenat al gabinet de Rex com a ministre de Finances, però va ser destituït només cinc mesos després en fer circular una petició demanant un canvi de lideratge.
Va ser reelegit com a parlamentari el 1993 i també com a ministre de Finances en el govern de Frank Lui. Va dimitir el març de 1994, però va ser reintegrat per Lui abans d'un vot de confiança. Posteriorment, va perdre la seva cartera financera en una remodelació del gabinet l'octubre de 1994 i va dimitir del gabinet el 8 de novembre. Lakatani es va unir a l'oposició, que es va organitzar en el Partit del Poble de Niue i efectivament va bloquejar l'assemblea. Amb altres membres de l'oposició, Lakatani va boicotejar les reunions del Comitè de Despeses Públiques i, com a resultat, el seu escó va ser declarat vacant l'agost de 1995. Va ser reintegrat després d'una impugnació amb èxit davant l'Alt Tribunal i el nou Tribunal d'Apel·lació de Niue, però en el moment va ser reelegit, i va quedar sisè en el registre comú a les eleccions de 1996.
L'octubre de 1995 Lakatani va ser acusat de 22 delictes de suborn i dos de corrupció oficial. La majoria dels càrrecs van ser rebutjats després que el Tribunal d'Apel·lació de Niue trobés que la llei contra la corrupció no s'aplicava als membres de l'Assemblea, i els càrrecs restants van ser retirats més tard.

### Presidència
Lakatani va ser reelegit en les eleccions generals de Niue de 1999, situant-se en tercer lloc en el registre comú amb 474 vots. Posteriorment va ser elegit líder del Partit del Poble de Niue, i va ser elegit primer ministre, derrotant O'Love Jacobsen per 14 vots a 6. Com a primer ministre, va reduir el sou dels parlamentaris, va intentar sense èxit obtenir un préstec del Banc Asiàtic de Desenvolupament per contrarestar la disminució de l'assistència de Nova Zelanda, i va intentar establir una aerolínia. El juliol de 1999 va ser hospitalitzat a Auckland i es va sotmetre a una operació cardíaca de doble bypass. En la seva absència, la creixent impopularitat del seu govern el va fer perdre la majoria. Una votació de censura al desembre va donar lloc a un empat de 10 a 10, una impugnació judicial i una baixa de l'oposició. L'any 2000, va evitar la fallida gràcies a un aval personal donada pel deute d'un negoci de Niue, i això va donar lloc a un vot de confiança més que va tornar a empatar, 9 a 9. Lakatani es va enfrontar a un nou vot de confiança el novembre de 2000. Mentre era primer ministre, va exercir com a canceller de la Universitat del Pacífic Sud.

### Carrera posterior
Va ser reelegit en les eleccions generals de 2002, però el seu estil de lideratge dictatorial el va fer perdre el lideratge del Partit del Poble en favor de Young Vivian, que posteriorment es va convertir en primer ministre, amb Lakatani com a adjunt. L'agost de 2002 va ser destituït del gabinet després de votar en contra del pressupost.
El 2003 va prendre una excedència prolongada de l'Assemblea per tenir cura de la seva dona a Auckland. Va dimitir de l'Assemblea el juny de 2004.